# Parque Alexandra

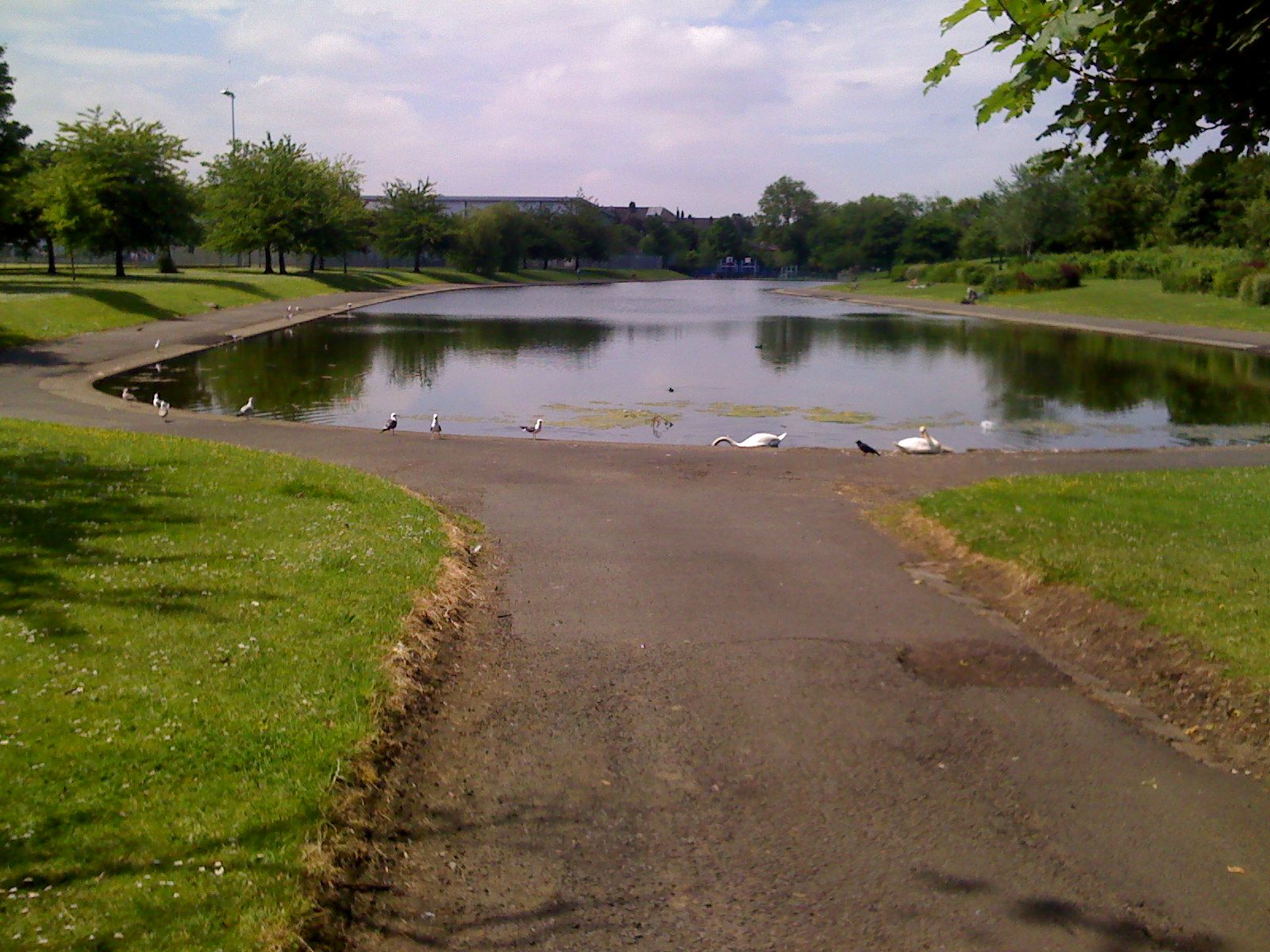
Estanque en el parque

El Parque Alexandra (en inglés: Alexandra Park) es un parque público en la ciudad británica de Glasgow. Se encuentra en el distrito de Dennistoun, 3 km al este del centro de la ciudad. Nombrado en honor a la princesa Alejandra de Dinamarca, se inauguró en 1870. El punto más alto del parque ofrece vistas al norte hacia Ben Lomond y por el sur hacia Tinto Hills. El parque generalmente está abierto desde el amanecer hasta el anochecer todos los días, pero las instalaciones dentro del parque tienen horarios de apertura y cierre separados en consecuencia.
Una de las características notables del parque es la Fuente Saracen, una fuente de 12 metros de alto, hecha de hierro fundido, la cual fue regalada a la ciudad de Glasgow después de la Exposición Internacional de 1901. Además, cuenta con un campo de golf de 9 hoyos llamado Alexandra Park Golf Club.